# Корюков, Геннадий Александрович
Геннадий Александрович Корюков (9 сентября 1926, Верхний Тагил — 26 августа 1994, Зеленодольск, Днепропетровская область) — советский военный, полный кавалер ордена Славы, командир орудия танка Т-34 1-го танкового батальона 159-й танковой бригады, сержант — на момент представления к награждению орденом Славы 1-й степени.

## Биография
Родился 9 сентября 1926 года в посёлке Верхне-Тагильский завод Невьянского района Свердловского округа Уральской области (ныне город Верхний Тагил Свердловской области).
В 1942 году окончил семилетнюю школу. Работал столяром на Кировоградском медеплавильном комбинате.
В Красной армии с сентября 1943 года. На фронтах Великой Отечественной войны с апреля 1944 года. Воевал на 1-м Прибалтийском и 3-м Белорусском фронтах. Участвовал в боях на паневежско-митавском и шяуляйско-мемельском направлениях, боях в Восточной Пруссии и уничтожении земландской группировки противника. В боях был ранен.
19 сентября 1944 года на участке фронта в районе населённого пункта Адамуйжа во фланг нашим наступающим войскам вышло подразделение противников, усиленное танками и самоходными орудиями. Рота 350-го танкового батальона, в составе которой воевал командир орудия танка младший сержант Корюков, была направлена на ликвидацию угрозы флангового удара. Корюков вместе с экипажем в этом бою подавил огонь пулемётной точки, подбил штурмовое орудие и уничтожил свыше десяти солдат противника.
4 октября 1944 года за мужество, проявленное в боях с врагом, младший сержант Корюков награждён орденом Славы 3-й степени.
Младший сержант Корюков в составе экипажа танка Т-34 1-го танкового батальона 159-й танковой бригады 20 января 1945 года в районе города Ортельсбург истребил свыше 15 противников, сжёг несколько автомашин с боеприпасами, подавил огонь двух противотанковых орудий.
4 февраля 1945 года младший сержант Корюков повторно награждён орденом Славы 3-й степени.
Во время штурма города Кёнигсберг 9 апреля 1945 года сержант Корюков в составе экипажа вывел из строя четыре артиллерийских орудия, подавил огонь пяти пулемётных точек, подбил и сжёг 12 автомашин, поразил свыше 15 солдат неприятеля.
Приказом по 50-й армии от 18 мая 1945 года сержант Корюков награждён орденом Славы 2-й степени.
В 1945 году старший сержант Корюков демобилизован. Вернулся в родной город. Работал на строительстве электростанций. Позже переехал в город Зеленодольск Днепропетровской области. Строил Криворожскую тепловую электростанцию. Работал машинистом крана.
Указом Президиума Верховного Совета СССР от 22 июля 1950 года Корюков Геннадий Александрович перенаграждён орденом Славы 1-й степени.
Награждён орденами Отечественной войны 1-й степени, Славы 1—3-й степеней, Трудовой Славы 2-й и 3-й степени, медалями.
Умер 26 августа 1994 года.